# Scorpaenodes minor
Scorpaenodes minor är en fiskart som först beskrevs av Smith, 1958.  Scorpaenodes minor ingår i släktet Scorpaenodes och familjen Scorpaenidae. Inga underarter finns listade i Catalogue of Life.